# Бадр ед-Дін Ібрагім
Бадр ед-Дін Ібрагім (тур. I. Bedreddin İbrahim Bey; 1297 — бл. 1350) — 7-й бей Караманідів в 1318—1332 та 1341/1348—1350 роках. Відомий також як Ібрагім-бей I.

## Життєпис
Син бея Бадр ед-Дін Махмута. Народився близько 1297 року. Після смерті батька 1308 року через молодий вік не міг претендувати на частину родинних володінь. У 1317 або 1318 році зумів захопити Караман у свого брата Муси. Втім можливо останній став його співправителем. 1318 року звернувся до мамлюкського султана Мухаммада I ан-Насіра по допомогу, підтвердивши зверхність Єгипту над бейліком Караманідів. Було наказано карбувати монети з ім'ям ан-Насіра та згадувати його у хутбі.
1320 року на нетривалий час зумів захопити Конью, але Ібрагіма звідти вигнав Тимурташ Чобанід, монгольський намісник Анатолії. 1323 році Тимурташ завдав поразки брату Ібрагіма — Мусі. 
У 1327 році після падіння Чобанідів Тимурташ втік до Єгипту, а значна частина його вояків перейшла на бік Караманідів. Ібрагім-бейзнову захопив Конью. 1328 року передав це місто з областю синові Фахр ед-Дін Ахмету, а місто Бейшехрі братові Халілу. Своєю резиденцією обрав місто Караман.
1333 року під тиском мамлюків Єгипту був вимушений поступитися братові Халілу посадою бея Караманідів, яку повернув собі у 1341 або 1348 році. Помер близько 1350 року.